# هه موسو
این یک نام کره‌ای است؛ نام خانوادگی هه است.
هه موسو (به کره‌ای: 해모수)، به گفته برخی مورخان پدر مؤسس گوگوریو یعنی جومونگ می‌باشد. هه موسو اولین رهبر گروه دامول بود.و همچنین به گفته سامگوک ساگی پادشاه بویو بود. گروه دامول گروهی بودند که برای نجات مردم دودمان گوجوسان از دست امپراتوری پر قدرت هان بسیار تلاش کردند و رؤیای باز پس‌گیری سرزمین گوجوسان (چوسان) را در سر داشتند گوجوسان از هه موسو به عنوان رهبری دلیر و شجاع یاد می‌کردند وجود هه موسو به سربازان گروه دامول روحیه‌ای وصف ناپذیر می‌داد. آشنایی هه موسو با یوها به زمان نجات دادن هه موسو از مرگ به دست یوها بازمی‌گردد.

## اصل و نسب
دربارهٔ والدین او اطلاعاتی در دسترس نیست اما مشخص است که او از خاندان هه بوده‌است. طبق یک روایت ژنرال هه موسو نوهٔ گو جین، نتیجهٔ امپراتور هه موسو تانگون و از خانواده ی سلطنتی بویو بوده‌است.

### نسبت با پادشاههه بورو
در برخی منابع، به اشتباه هه موسو را پدر هه بورو معرفی کرده اند که این صحیح نیست.
ژنرال هه موسو و پادشاه هه بورو هر دو از خاندان هه بودند و به روایتی دیگر پدر ژنرال هه موسو و پدر پادشاه هه بورو پسر عمو بودند. جد این دو شخص امپراتور هه موسو تانگون نام داشت که پادشاهی بویو شمالی را تاسیس کرد.

## زندگی
بر اساس سریال جومونگ امپراتوری هان برای سر هه موسو جایزه تعیین کرده و اعلام کرده بود هر که وی را پناه دهد کشته خواهد شد و به دلیل اینکه قبیلهٔ هابک هه موسو را پناه داده بود به دست سربازان هان نابود شد و یوهوا دختر رئیس قبیله هابک به بردگی گرفته شد. در راه انتقال یوهوا به کشور هان گوموا شاهزادهٔ آن زمان کشور بویو وی را از دست سربازان هان نجات می‌دهد و به بویو می‌رود. سپس یوهوا به مقر سربازان دامول و پیش هه موسو برمیگردد و در آنجا باهم ازدواج می‌کنند و یوهوا، جومونگ را باردار می‌شود.
هه موسو به کمک گوموا دوست صمیمی اش با کشور بویو متحد می‌شود تا به امپراتوری هان حمله کنند اما امپراتور بویو (هه بورو) خیانت می‌کند و با کشور هان هم‌دستی کرده نقشهٔ هه موسو را لو می‌دهد و در نهایت در روز جنگ هه موسو دستگیر می‌شود اما گوموا موفق می‌شود وی را نجات دهد ولی در راه فرار هه موسو کشته می‌شود و یوهوا به عنوان همسر دوم گوموا در قصر بویو ساکن می‌شود و جومونگ را بزرگ می‌کند.
در حالی که همه فکر می‌کردند هه موسو کشته شده ۲۰ سال بعد سرنوشت باعث می‌شود که جومونگ و هه موسو که در یک غار زندانی بوده همدیگر را ببینند و جومونگ از هه موسو شمشیر زنی و کمان‌داری حرفه‌ای را یادمی‌گیرد.

## مرگ
سرانجام هه موسو به دست تسو و یونگ پو برادران ناتنی جومونگ در کوهستان چونمو کشته می‌شود. ماه‌ها یا سال‌ها بعد وقتی جومونگ می‌فهمد که هه موسو پدرش بوده بسیار ناراحت می‌شود و تصمیم می‌گیرد که راه پدرش را ادامه دهد و گروه دامول را تشکیل می‌دهد و به نجات مردم دودمان گوجوسان می‌پردازد.
جومونگ با کمک سوسانو (نامزد جومونگ و دختر ارباب یونتابال تاجر) کشور گوگوریو را تأسیس می‌کند.